# Tour de Famelon
Tour de Famelon är en bergstopp i Schweiz. Den ligger i distriktet Aigle och kantonen Vaud, i den sydvästra delen av landet, 70 km sydväst om huvudstaden Bern. Toppen på Tour de Famelon är 2 143 meter över havet.